# Lindsaea commixta
Lindsaea commixta är en ormbunkeart som beskrevs av Tag. Lindsaea commixta ingår i släktet Lindsaea och familjen Lindsaeaceae. Inga underarter finns listade.